# رون أبيل
رون أبيل هو باحث سويسري، ولد في 13 أبريل 1959.